# Pienza
Pienza és una ciutat i municipi (it.: comune) de la província de Siena, a la vall de l'Orcia a la Toscana, a Itàlia, entre les ciutats de Montepulciano i Montalcino, considerada la «pedra de toc de l'urbanisme renaixentista». Està inscrita com a Patrimoni de la Humanitat per part de la UNESCO des del 1996 i tota la vall de l'Orcia el 2004.

## Fills il·lustres
- Benvenuto Franci (1891-1985) fou un baríton.